# Mr. Dodd Takes the Air
Mr. Dodd Takes the Air es una película musical dirigida por Alfred E. Green en 1937, y protagonizada por Kenny Baker, Frank McHugh y Alice Brady.
La película recibió una nominación al premio Óscar a la mejor canción original de dicho año 1937 por Remember Me —con música de Harry Warren y letra de Al Dubin—, premio que ganó la canción Sweet Leilani que interpretaba Bing Crosby en la película Waikiki Wedding.